# Nizagoche
Nizagoche är en ort i Mexiko.   Den ligger i kommunen San José Lachiguiri och delstaten Oaxaca, i den sydöstra delen av landet, 400 km sydost om huvudstaden Mexico City. Nizagoche ligger 1 586 meter över havet och antalet invånare är 775.
Terrängen runt Nizagoche är kuperad, och sluttar norrut. Runt Nizagoche är det mycket glesbefolkat, med 3 invånare per kvadratkilometer. Närmaste större samhälle är San Cristóbal Amatlán, 13,1 km sydväst om Nizagoche. I omgivningarna runt Nizagoche växer huvudsakligen savannskog.